# Sehnsucht (T-Low-Lied)
Sehnsucht ist ein Rapsong des deutschen Produzentenduo Miksu/Macloud in Kooperation mit dem Rapper T-Low aus dem Jahr 2022. Das Stück ist Teil von Miksu/Maclouds dritten Studioalbum Teil vom Ganzen und avancierte zum Nummer-eins-Hit.

## Inhalt und Veröffentlichung
Sehnsucht wurde am 4. März 2022 als Single-Einzeltrack zum Download und Streaming veröffentlicht. Der Text wurde von T-Low selbst geschrieben; die Musik von Barsky, Miksu/Macloud und Sizzy komponiert. Die Produktion erfolgte unter der Leitung von Miksu/Macloud. Inhaltlich geht es in dem 2:32 Minuten langen Stück um eine toxische Liebesbeziehung.

## Musikvideo
Das Musikvideo wurde zeitgleich zur Single am 4. März 2022 auf YouTube veröffentlicht. Es soll den Tagesablauf von T-Low skizzieren. Das Musikvideo zählt über 13 Millionen Aufrufe (Stand: April 2023). Das Video wurde teilweise im Point-of-View-Stil gedreht, bei dem der Protagonist eine Kamera an seinem Oberkörper trug.

## Preise
- Deutscher Musikautorenpreis 2023: „Erfolgreichstes Werk 2022“[4]

## Kommerzieller Erfolg

### Chartplatzierungen
Sehnsucht stieg in der ersten Chartwoche in Deutschland und Österreich auf Rang eins ein. Auf diesem hielt sich der Titel sechs beziehungsweise sieben Wochen. In der Schweizer Hitparade erreichte das Lied mit Rang 26 seine beste Chartnotierung.
| ChartsChartplatzierungen | Höchstplatzierung | Wochen |
| ------------------------ | ----------------- | ------ |
| Deutschland (GfK)        | 1 (69 Wo.)        | 69     |
| Österreich (Ö3)          | 1 (60 Wo.)        | 60     |
| Schweiz (IFPI)           | 26 (23 Wo.)       | 23     |

| ChartsJahrescharts (2022) | Platzierung |
| ------------------------- | ----------- |
| Deutschland (GfK)         | 8           |
| Österreich (Ö3)           | 10          |
| Schweiz (IFPI)            | 87          |

| ChartsJahrescharts (2023) | Platzierung |
| ------------------------- | ----------- |
| Deutschland (GfK)         | 80          |

### Auszeichnungen für Musikverkäufe
| Land/Region        | Auszeichnungen für Musikverkäufe (Land/Region, Auszeichnung, Verkäufe) | Verkäufe |
| ------------------ | ---------------------------------------------------------------------- | -------- |
| Deutschland (BVMI) | Platin                                                                 | 400.000  |
| Insgesamt          | 1× Platin ·                                                            | 400.000  |